# 夏川明
夏川明（日语：夏川あかり，1994年11月30日—），日本前AV女優。

## 個人簡歷
出身於東京都。2016年12月以現役看護師的身分接觸S1 NO.1 STYLE和IdeaPocket，並成為他們的專屬女優在AV界出道。
興趣是製作糕點，擅長做瑜伽。
2018年4月15日舉行引退活動。

## 外部連結
- 夏川あかり 特設ページ，存于 - IdeaPocket官方網站
- AV女優【夏川あかり】 - IDEAPOCKET (アイデアポケット）公式サイト （页面存档备份，存于）
- AV女優情報：夏川あかり | S1/エスワン ナンバーワンスタイル OfficialSite （页面存档备份，存于）